# 阿纳托利·兹连科
阿纳托利·马克西莫维奇·兹连科（烏克蘭語：Анатолій Максимович Зленко，羅馬化：Anatolii Maksymovych Zlenko，1938年6月2日—2021年3月1日），乌克兰外交官，前外交部长。

## 生平
1938年出生于乌克兰苏维埃社会主义共和国基辅州斯塔維謝。1959年毕业于基辅矿业学院，1967年毕业于基辅国立大学，进入乌克兰苏维埃社会主义共和国外交部国际组织司工作。1973年开始在苏联驻联合国教科文组织巴黎代表处工作，历任秘书、执行秘书、常驻代表。1987年4月，担任乌克兰苏维埃社会主义共和国外交部副部长。1989年7月，任外交部第一副部长。1990年7月升任部长。1991年八一九事件乌克兰宣布独立后，继续担任外交部长。1994年改任乌克兰常驻联合国代表。1997年至2000年，担任乌克兰驻法国大使（1998年起兼驻葡萄牙），乌克兰常驻联合国教科文组织代表。2000年至2003年，再次担任乌克兰外交部长。2004年至2005年，担任乌克兰驻联合国人权理事会代表。2010年9月起任基辅斯拉夫大学副校长兼斯拉夫研究与国际关系研究所所长。2021年3月1日逝世。